# Jégkorong a 2010. évi téli olimpiai játékokon (női selejtezők)
A 2010. évi téli olimpiai játékok női jégkorongtornájának selejtezői 2004. március 30. és 2008. november 9. között zajlottak.
A Nemzetközi Jégkorongszövetség által készített 2008-as világranglista első hat helyezettje automatikusan megszerezte az indulási jogot. Ez a világranglista a 2006-os olimpia, valamint a 2005-ös, 2007-es és 2008-as A csoportos világbajnokságok eredményei alapján készült.
Az ezen a világranglistán a 7. vagy annál gyengébb helyen álló csapatok egy selejtezősorozaton vettek részt, melyen a két végső győztes szerezte meg az indulási jogot.

## Indulási jogot szerző csapatok
| Esemény | Dátum                                 | Helyszínek                                                | Kvóták | Csapatok                                                        |
| --- | ------------------------------------- | --------------------------------------------------------- | ------ | --------------------------------------------------------------- |
| 2008-as világranglista, az alábbi események figyelembevételével: 2005-ös jégkorong-világbajnokság (Svédország) 2006-os téli olimpia (Olaszország) 2007-es jégkorong-világbajnokság (Kanada) 2008-as jégkorong-világbajnokság (Kína) | 2004. március 30. – 2008. április 13. | Linköping és Norrköping Torino Winnipeg és Selkirk Harbin | 6      | Kanada Egyesült Államok Finnország Svédország Svájc Oroszország |
| Második selejtezőkör – C csoport | 2008. november 6–9.                   | Bad Tölz                                                  | 1      | Szlovákia                                                       |
| Második selejtezőkör – D csoport | 2008. november 6–9.                   | Sanghaj                                                   | 1      | Kína                                                            |
| ÖSSZESEN |                                       |                                                           | 8      |                                                                 |

## Selejtezőtornák
A nyolc csapatos tornára a legjobb hat csapaton kívül tizenöt nemzet válogatottja próbálta meg kvalifikálni magát. Emiatt egy két körből álló selejtezősorozat megrendezésére került sor.

Az első körben a 2008-as világranglistán a tizenharmadik vagy rosszabb helyen szereplő kilenc csapatot két csoportra osztották, és a tornák győztesei továbbjutottak.

A második körben összesen két tornát rendeztek a 2008-as világranglista hetediktől tizenkettedik helyen lévő csapatoknak, valamint az első körből továbbjutó válogatottaknak. A két torna győztese indulási jogot szerzett az olimpiára.
A csoporton belüli sorrend meghatározása:
1. A Nemzetközi Jégkorongszövetség szabályzata alapján a csoportok sorrendjét elsődlegesen a több szerzett pont határozta meg.
2. Miután a jégkorongban minden tétmérkőzésen van győztes, ezért ha két csapat azonos pontot szerzett, akkor a kettejük párharcát megnyerő csapat végzett előrébb.
3. Ha kettőnél több csapatnak volt ugyanannyi pontja, akkor kizárólag az azonos pontot elérő csapatok által lejátszott mérkőzések figyelembevételével egy alcsoportot kellett létrehozni, amiben az alábbiak szerint kellett meghatározni a sorrendet:
  1. az ezeken a mérkőzésen szerzett több pont
  2. az ezeken a mérkőzéseken elért jobb gólkülönbség
  3. az ezeken a mérkőzéseken lőtt több gól
4. Ha ezek után még mindig kettőnél több csapat azonos mutatókkal rendelkezett, akkor az e csapatok után következő csapat ellen elért eredmény döntött a fenti sorrend (pont, gólkülönbség, lőtt gól) alapján, ha ez sem volt elég, akkor a következő csapat, és így tovább, mindaddig, míg az utolsó helyezett csapat elleni eredményt is figyelembe vették.
5. Ha ezek után is fennállt az egyenlőség a csapatok között, akkor a torna előtti rangsor számított.

|  | A csapat továbbjutott a második selejtezőkörbe, vagy kijutott az olimpiára |
|  | A csapat nem jutott tovább                                                 |

### Első selejtezőkör

#### A csoport
Ennek a csoportnak a mérkőzéseit a lettországi Liepāja városában rendezték 2008. szeptember 2. és 7. között.
| Nemzet       | M | Gy | HGy | HV | V | G+  | G-  | Gk   | P  |
| ------------ | - | -- | --- | -- | - | --- | --- | ---- | -- |
| Szlovákia    | 4 | 4  | 0   | 0  | 0 | 105 | 102 | +103 | 12 |
| Lettország   | 4 | 3  | 0   | 0  | 1 | 53  | 3   | +50  | 9  |
| Olaszország  | 4 | 2  | 0   | 0  | 2 | 51  | 8   | +43  | 6  |
| Horvátország | 4 | 1  | 0   | 0  | 3 | 31  | 36  | –5   | 3  |
| Bulgária     | 4 | 0  | 0   | 0  | 4 | 1   | 192 | –191 | 0  |

Minden időpont helyi (UTC+3) idő szerint van megadva.
| 2008. szeptember 2. 16:30 | Bulgária | 0 – 41 (0–17, 0–12, 0–12) | Olaszország | Liepāja Arena, Liepāja Nézőszám: 45 |

| Jegyzőkönyv | Jegyzőkönyv | Jegyzőkönyv                     | Jegyzőkönyv | Jegyzőkönyv                                                             |
| --- | ----------- | ------------------------------- | ----------- | ----------------------------------------------------------------------- |
| |             |                                 |             | Játékvezető: Ivicicova (cseh) Vonalbírók: Leet (észt) Minakovska (lett) |
| \| \| 0 – 1 \| 00:26 - de la Forest de Divonne \| \| \| 0 – 2 \| 00:58 - Bettarini \| \| \| 0 – 3 \| 01:42 - de Rocco \| \| \| 0 – 4 \| 05:24 - Dalpra \| \| \| 0 – 5 \| 06:00 - Croce \| \| \| 0 – 6 \| 06:44 - de Rocco \| \| \| 0 – 7 \| 06:56 - Vallazza \| \| \| 0 – 8 \| 07:19 - Friz \| \| \| 0 – 9 \| 08:27 - de Rocco \| \| \| 0 – 10 \| 09:40 - Vallazza \| \| \| 0 – 11 \| 11:27 - Croce \| \| \| 0 – 12 \| 11:37 - Croce \| \| \| 0 – 13 \| 12:25 - da Rugna \| \| \| 0 – 14 \| 12:53 - Dalpra \| \| \| 0 – 15 \| 15:22 - Vallazza \| \| \| 0 – 16 \| 17:16 - da Rugna \| \| \| 0 – 17 \| 19:30 - Dalpra \| \| \| 0 – 18 \| 23:20 - Croce \| \| \| 0 – 19 \| 25:23 - Bettarini \| \| \| 0 – 20 \| 27:15 - Casassa \| \| \| 0 – 21 \| 27:28 - Croce \| \| \| 0 – 22 \| 27:55 - de Rocco \| \| \| 0 – 23 \| 29:27 - Fiorese \| \| \| 0 – 24 \| 31:09 - Florian \| \| \| 0 – 25 \| 32:14 - Vallazza \| \| \| 0 – 26 \| 33:36 - de la Forest de Divonne \| \| \| 0 – 27 \| 34:43 - Croce \| \| \| 0 – 28 \| 36:57 - Dalpra \| \| \| 0 – 29 \| 37:28 - Friz \| \| \| 0 – 30 \| 40:19 - de la Forest de Divonne \| \| \| 0 – 31 \| 40:53 - de Rocco \| \| \| 0 – 32 \| 41:18 - Vallazza \| \| \| 0 – 33 \| 41:59 - Ballardini \| \| \| 0 – 34 \| 46:39 - Bettarini \| \| \| 0 – 35 \| 52:51 - de Rocco \| \| \| 0 – 36 \| 54:20 - da Rugna \| \| \| 0 – 37 \| 55:50 - Croce \| \| \| 0 – 38 \| 56:56 - Messner \| \| \| 0 – 39 \| 58:23 - Caldart \| \| \| 0 – 40 \| 59:38 - de Rocco \| \| \| 0 – 41 \| 59:58 - Angeloni \| |             |                                 |             |                                                                         |
| 8 perc | Büntetések  | 4 perc                          |             |                                                                         |
| |             |                                 |             |                                                                         |
| | 0 – 1       | 00:26 - de la Forest de Divonne |             |                                                                         |
| | 0 – 2       | 00:58 - Bettarini               |             |                                                                         |
| | 0 – 3       | 01:42 - de Rocco                |             |                                                                         |
| | 0 – 4       | 05:24 - Dalpra                  |             |                                                                         |
| | 0 – 5       | 06:00 - Croce                   |             |                                                                         |
| | 0 – 6       | 06:44 - de Rocco                |             |                                                                         |
| | 0 – 7       | 06:56 - Vallazza                |             |                                                                         |
| | 0 – 8       | 07:19 - Friz                    |             |                                                                         |
| | 0 – 9       | 08:27 - de Rocco                |             |                                                                         |
| | 0 – 10      | 09:40 - Vallazza                |             |                                                                         |
| | 0 – 11      | 11:27 - Croce                   |             |                                                                         |
| | 0 – 12      | 11:37 - Croce                   |             |                                                                         |
| | 0 – 13      | 12:25 - da Rugna                |             |                                                                         |
| | 0 – 14      | 12:53 - Dalpra                  |             |                                                                         |
| | 0 – 15      | 15:22 - Vallazza                |             |                                                                         |
| | 0 – 16      | 17:16 - da Rugna                |             |                                                                         |
| | 0 – 17      | 19:30 - Dalpra                  |             |                                                                         |
| | 0 – 18      | 23:20 - Croce                   |             |                                                                         |
| | 0 – 19      | 25:23 - Bettarini               |             |                                                                         |
| | 0 – 20      | 27:15 - Casassa                 |             |                                                                         |
| | 0 – 21      | 27:28 - Croce                   |             |                                                                         |
| | 0 – 22      | 27:55 - de Rocco                |             |                                                                         |
| | 0 – 23      | 29:27 - Fiorese                 |             |                                                                         |
| | 0 – 24      | 31:09 - Florian                 |             |                                                                         |
| | 0 – 25      | 32:14 - Vallazza                |             |                                                                         |
| | 0 – 26      | 33:36 - de la Forest de Divonne |             |                                                                         |
| | 0 – 27      | 34:43 - Croce                   |             |                                                                         |
| | 0 – 28      | 36:57 - Dalpra                  |             |                                                                         |
| | 0 – 29      | 37:28 - Friz                    |             |                                                                         |
| | 0 – 30      | 40:19 - de la Forest de Divonne |             |                                                                         |
| | 0 – 31      | 40:53 - de Rocco                |             |                                                                         |
| | 0 – 32      | 41:18 - Vallazza                |             |                                                                         |
| | 0 – 33      | 41:59 - Ballardini              |             |                                                                         |
| | 0 – 34      | 46:39 - Bettarini               |             |                                                                         |
| | 0 – 35      | 52:51 - de Rocco                |             |                                                                         |
| | 0 – 36      | 54:20 - da Rugna                |             |                                                                         |
| | 0 – 37      | 55:50 - Croce                   |             |                                                                         |
| | 0 – 38      | 56:56 - Messner                 |             |                                                                         |
| | 0 – 39      | 58:23 - Caldart                 |             |                                                                         |
| | 0 – 40      | 59:38 - de Rocco                |             |                                                                         |
| | 0 – 41      | 59:58 - Angeloni                |             |                                                                         |

| 2008. szeptember 2. 20:00 | Szlovákia | 2 – 0 (2–0, 0–0, 0–0) | Lettország | Liepāja Arena, Liepāja Nézőszám: 280 |

| Jegyzőkönyv                                                              | Jegyzőkönyv | Jegyzőkönyv | Jegyzőkönyv | Jegyzőkönyv                                                         |
| ------------------------------------------------------------------------ | ----------- | ----------- | ----------- | ------------------------------------------------------------------- |
|                                                                          |             |             |             | Játékvezető: Sipila (finn) Vonalbírók: Fuchsel (dán) Stanley (brit) |
| \| Velickova - 04:52 \| 1 – 0 \| \| \| Dzurnakova - 18:42 \| 2 – 0 \| \| |             |             |             |                                                                     |
| 16 perc                                                                  | Büntetések  | 22 perc     |             |                                                                     |
|                                                                          |             |             |             |                                                                     |
| Velickova - 04:52                                                        | 1 – 0       |             |             |                                                                     |
| Dzurnakova - 18:42                                                       | 2 – 0       |             |             |                                                                     |

| 2008. szeptember 3. 19:00 | Horvátország | 30 – 1 (8–0, 13–0, 9–1) | Bulgária | Liepāja Arena, Liepāja Nézőszám: 45 |

| Jegyzőkönyv | Jegyzőkönyv | Jegyzőkönyv         | Jegyzőkönyv | Jegyzőkönyv                                                                 |
| --- | ----------- | ------------------- | ----------- | --------------------------------------------------------------------------- |
| |             |                     |             | Játékvezető: Hengst (holland) Vonalbírók: Davydkina (orosz) Hansen (norvég) |
| \| Klanac - 00:16 \| 1 – 0 \| \| \| Kruselj Posavec - 03:38 \| 2 – 0 \| \| \| Siranovic - 05:23 \| 3 – 0 \| \| \| Mihanovic - 10:05 \| 4 – 0 \| \| \| Klanac - 11:44 \| 5 – 0 \| \| \| Prokopec - 14:10 \| 6 – 0 \| \| \| Matic - 14:48 \| 7 – 0 \| \| \| Matic - 18:22 \| 8 – 0 \| \| \| Kruselj Posavec - 20:24 \| 9 – 0 \| \| \| Vickovic - 22:22 \| 10 – 0 \| \| \| Kruselj Posavec - 23:23 \| 11 – 0 \| \| \| Kruselj Posavec - 25:19 \| 12 – 0 \| \| \| Vickovic - 26:21 \| 13 – 0 \| \| \| Kruselj Posavec - 28:07 \| 14 – 0 \| \| \| Mihanovic - 28:28 \| 15 – 0 \| \| \| Smolec - 31:02 \| 16 – 0 \| \| \| Filipec - 32:50 \| 17 – 0 \| \| \| Kruselj Posavec - 34:11 \| 18 – 0 \| \| \| Filipec - 35:46 \| 19 – 0 \| \| \| Kruselj Posavec - 38:34 \| 20 – 0 \| \| \| Siranovic - 38:53 \| 21 – 0 \| \| \| Vickovic - 43:04 \| 22 – 0 \| \| \| Kruselj Posavec - 43:54 \| 23 – 0 \| \| \| Filipec - 48:45 \| 24 – 0 \| \| \| Klanac - 49:16 \| 25 – 0 \| \| \| Siranovic - 50:44 \| 26 – 0 \| \| \| Filipec - 51:53 \| 27 – 0 \| \| \| \| 27 – 1 \| 53:06 - Gospodinova \| \| Kruselj Posavec - 53:41 \| 28 – 1 \| \| \| Kruselj Posavec - 56:10 \| 29 – 1 \| \| \| Kruselj Posavec - 59:36 \| 30 – 1 \| \| |             |                     |             |                                                                             |
| 22 perc | Büntetések  | 22 perc             |             |                                                                             |
| |             |                     |             |                                                                             |
| Klanac - 00:16 | 1 – 0       |                     |             |                                                                             |
| Kruselj Posavec - 03:38 | 2 – 0       |                     |             |                                                                             |
| Siranovic - 05:23 | 3 – 0       |                     |             |                                                                             |
| Mihanovic - 10:05 | 4 – 0       |                     |             |                                                                             |
| Klanac - 11:44 | 5 – 0       |                     |             |                                                                             |
| Prokopec - 14:10 | 6 – 0       |                     |             |                                                                             |
| Matic - 14:48 | 7 – 0       |                     |             |                                                                             |
| Matic - 18:22 | 8 – 0       |                     |             |                                                                             |
| Kruselj Posavec - 20:24 | 9 – 0       |                     |             |                                                                             |
| Vickovic - 22:22 | 10 – 0      |                     |             |                                                                             |
| Kruselj Posavec - 23:23 | 11 – 0      |                     |             |                                                                             |
| Kruselj Posavec - 25:19 | 12 – 0      |                     |             |                                                                             |
| Vickovic - 26:21 | 13 – 0      |                     |             |                                                                             |
| Kruselj Posavec - 28:07 | 14 – 0      |                     |             |                                                                             |
| Mihanovic - 28:28 | 15 – 0      |                     |             |                                                                             |
| Smolec - 31:02 | 16 – 0      |                     |             |                                                                             |
| Filipec - 32:50 | 17 – 0      |                     |             |                                                                             |
| Kruselj Posavec - 34:11 | 18 – 0      |                     |             |                                                                             |
| Filipec - 35:46 | 19 – 0      |                     |             |                                                                             |
| Kruselj Posavec - 38:34 | 20 – 0      |                     |             |                                                                             |
| Siranovic - 38:53 | 21 – 0      |                     |             |                                                                             |
| Vickovic - 43:04 | 22 – 0      |                     |             |                                                                             |
| Kruselj Posavec - 43:54 | 23 – 0      |                     |             |                                                                             |
| Filipec - 48:45 | 24 – 0      |                     |             |                                                                             |
| Klanac - 49:16 | 25 – 0      |                     |             |                                                                             |
| Siranovic - 50:44 | 26 – 0      |                     |             |                                                                             |
| Filipec - 51:53 | 27 – 0      |                     |             |                                                                             |
| | 27 – 1      | 53:06 - Gospodinova |             |                                                                             |
| Kruselj Posavec - 53:41 | 28 – 1      |                     |             |                                                                             |
| Kruselj Posavec - 56:10 | 29 – 1      |                     |             |                                                                             |
| Kruselj Posavec - 59:36 | 30 – 1      |                     |             |                                                                             |

| 2008. szeptember 4. 16:30 | Olaszország | 1 – 3 (1–2, 0–1, 0–0) | Szlovákia | Liepāja Arena, Liepāja Nézőszám: 62 |

| Jegyzőkönyv | Jegyzőkönyv | Jegyzőkönyv         | Jegyzőkönyv | Jegyzőkönyv                                                                 |
| --- | ----------- | ------------------- | ----------- | --------------------------------------------------------------------------- |
| |             |                     |             | Játékvezető: Ivicicova (cseh) Vonalbírók: Hansen (norvég) Minakovska (lett) |
| \| \| 0 – 1 \| 02:55 - Celarova \| \| \| 0 – 2 \| 15:29 - Karafiatova \| \| de la Forest de Divonne - 16:38 \| 1 – 2 \| \| \| \| 1 – 3 \| 33:01 - Pravlikova \| |             |                     |             |                                                                             |
| 22 perc | Büntetések  | 14 perc             |             |                                                                             |
| |             |                     |             |                                                                             |
| | 0 – 1       | 02:55 - Celarova    |             |                                                                             |
| | 0 – 2       | 15:29 - Karafiatova |             |                                                                             |
| de la Forest de Divonne - 16:38 | 1 – 2       |                     |             |                                                                             |
| | 1 – 3       | 33:01 - Pravlikova  |             |                                                                             |

| 2008. szeptember 4. 20:00 | Lettország | 9 – 0 (1–0, 3–0, 5–0) | Horvátország | Liepāja Arena, Liepāja Nézőszám: 118 |

| Jegyzőkönyv | Jegyzőkönyv | Jegyzőkönyv | Jegyzőkönyv | Jegyzőkönyv                                                             |
| --- | ----------- | ----------- | ----------- | ----------------------------------------------------------------------- |
| |             |             |             | Játékvezető: Hengst (holland) Vonalbírók: Davydkina (orosz) Leet (észt) |
| \| Pone - 07:55 \| 1 – 0 \| \| \| Koka - 23:57 \| 2 – 0 \| \| \| Mihejenko - 24:12 \| 3 – 0 \| \| \| Koka - 38:40 \| 4 – 0 \| \| \| Geca-Miljone - 45:17 \| 5 – 0 \| \| \| Geca-Miljone - 50:04 \| 6 – 0 \| \| \| Geca-Miljone - 52:49 \| 7 – 0 \| \| \| Koka - 53:23 \| 8 – 0 \| \| \| Geca-Miljone - 57:17 \| 9 – 0 \| \| |             |             |             |                                                                         |
| 24 perc | Büntetések  | 22 perc     |             |                                                                         |
| |             |             |             |                                                                         |
| Pone - 07:55 | 1 – 0       |             |             |                                                                         |
| Koka - 23:57 | 2 – 0       |             |             |                                                                         |
| Mihejenko - 24:12 | 3 – 0       |             |             |                                                                         |
| Koka - 38:40 | 4 – 0       |             |             |                                                                         |
| Geca-Miljone - 45:17 | 5 – 0       |             |             |                                                                         |
| Geca-Miljone - 50:04 | 6 – 0       |             |             |                                                                         |
| Geca-Miljone - 52:49 | 7 – 0       |             |             |                                                                         |
| Koka - 53:23 | 8 – 0       |             |             |                                                                         |
| Geca-Miljone - 57:17 | 9 – 0       |             |             |                                                                         |

| 2008. szeptember 5. 19:00 | Bulgária | 0 – 39 (0–14, 0–11, 0–14) | Lettország | Liepāja Arena, Liepāja Nézőszám: 115 |

| Jegyzőkönyv | Jegyzőkönyv | Jegyzőkönyv                  | Jegyzőkönyv | Jegyzőkönyv                                                         |
| --- | ----------- | ---------------------------- | ----------- | ------------------------------------------------------------------- |
| |             |                              |             | Játékvezető: Sipila (finn) Vonalbírók: Fuchsel (dán) Stanley (brit) |
| \| \| 0 – 1 \| 04:37 - Petersone \| \| \| 0 – 2 \| 05:04 - Sakne \| \| \| 0 – 3 \| 05:32 - Mihejenko \| \| \| 0 – 4 \| 07:22 - Saidova \| \| \| 0 – 5 \| 08:07 - Fedcuna \| \| \| 0 – 6 \| 08:51 - Dekmeijere-Trigubova \| \| \| 0 – 7 \| 11:18 - Dekmeijere-Trigubova \| \| \| 0 – 8 \| 13:51 - Mihejenko \| \| \| 0 – 9 \| 15:10 - Trezina \| \| \| 0 – 10 \| 16:43 - Kurme \| \| \| 0 – 11 \| 17:56 - Pone \| \| \| 0 – 12 \| 18:20 - Saidova \| \| \| 0 – 13 \| 18:44 - Saidova \| \| \| 0 – 14 \| 19:59 - Dekmeijere-Trigubova \| \| \| 0 – 15 \| 21:56 - Trezina \| \| \| 0 – 16 \| 24:37 - Trezina \| \| \| 0 – 17 \| 24:57 - Trezina \| \| \| 0 – 18 \| 25:15 - Petersone \| \| \| 0 – 19 \| 26:33 - Petersone \| \| \| 0 – 20 \| 28:08 - Pone \| \| \| 0 – 21 \| 32:25 - Kurme \| \| \| 0 – 22 \| 33:25 - Pone \| \| \| 0 – 23 \| 36:15 - Dinsberga \| \| \| 0 – 24 \| 37:39 - Trezina \| \| \| 0 – 25 \| 38:57 - Dekmeijere-Trigubova \| \| \| 0 – 26 \| 42:08 - Kronberga \| \| \| 0 – 27 \| 44:26 - Kurme \| \| \| 0 – 28 \| 46:23 - Petersone \| \| \| 0 – 29 \| 47:29 - Trezina \| \| \| 0 – 30 \| 48:45 - Pone \| \| \| 0 – 31 \| 49:22 - Fedcuna \| \| \| 0 – 32 \| 51:46 - Sakne \| \| \| 0 – 33 \| 54:44 - Fedcuna \| \| \| 0 – 34 \| 55:07 - Sakne \| \| \| 0 – 35 \| 57:01 - Petersone \| \| \| 0 – 36 \| 57:43 - Sakne \| \| \| 0 – 37 \| 58:34 - Kurme \| \| \| 0 – 38 \| 58:47 - Trezina \| \| \| 0 – 39 \| 59:19 - Liepina \| |             |                              |             |                                                                     |
| 4 perc | Büntetések  | 16 perc                      |             |                                                                     |
| |             |                              |             |                                                                     |
| | 0 – 1       | 04:37 - Petersone            |             |                                                                     |
| | 0 – 2       | 05:04 - Sakne                |             |                                                                     |
| | 0 – 3       | 05:32 - Mihejenko            |             |                                                                     |
| | 0 – 4       | 07:22 - Saidova              |             |                                                                     |
| | 0 – 5       | 08:07 - Fedcuna              |             |                                                                     |
| | 0 – 6       | 08:51 - Dekmeijere-Trigubova |             |                                                                     |
| | 0 – 7       | 11:18 - Dekmeijere-Trigubova |             |                                                                     |
| | 0 – 8       | 13:51 - Mihejenko            |             |                                                                     |
| | 0 – 9       | 15:10 - Trezina              |             |                                                                     |
| | 0 – 10      | 16:43 - Kurme                |             |                                                                     |
| | 0 – 11      | 17:56 - Pone                 |             |                                                                     |
| | 0 – 12      | 18:20 - Saidova              |             |                                                                     |
| | 0 – 13      | 18:44 - Saidova              |             |                                                                     |
| | 0 – 14      | 19:59 - Dekmeijere-Trigubova |             |                                                                     |
| | 0 – 15      | 21:56 - Trezina              |             |                                                                     |
| | 0 – 16      | 24:37 - Trezina              |             |                                                                     |
| | 0 – 17      | 24:57 - Trezina              |             |                                                                     |
| | 0 – 18      | 25:15 - Petersone            |             |                                                                     |
| | 0 – 19      | 26:33 - Petersone            |             |                                                                     |
| | 0 – 20      | 28:08 - Pone                 |             |                                                                     |
| | 0 – 21      | 32:25 - Kurme                |             |                                                                     |
| | 0 – 22      | 33:25 - Pone                 |             |                                                                     |
| | 0 – 23      | 36:15 - Dinsberga            |             |                                                                     |
| | 0 – 24      | 37:39 - Trezina              |             |                                                                     |
| | 0 – 25      | 38:57 - Dekmeijere-Trigubova |             |                                                                     |
| | 0 – 26      | 42:08 - Kronberga            |             |                                                                     |
| | 0 – 27      | 44:26 - Kurme                |             |                                                                     |
| | 0 – 28      | 46:23 - Petersone            |             |                                                                     |
| | 0 – 29      | 47:29 - Trezina              |             |                                                                     |
| | 0 – 30      | 48:45 - Pone                 |             |                                                                     |
| | 0 – 31      | 49:22 - Fedcuna              |             |                                                                     |
| | 0 – 32      | 51:46 - Sakne                |             |                                                                     |
| | 0 – 33      | 54:44 - Fedcuna              |             |                                                                     |
| | 0 – 34      | 55:07 - Sakne                |             |                                                                     |
| | 0 – 35      | 57:01 - Petersone            |             |                                                                     |
| | 0 – 36      | 57:43 - Sakne                |             |                                                                     |
| | 0 – 37      | 58:34 - Kurme                |             |                                                                     |
| | 0 – 38      | 58:47 - Trezina              |             |                                                                     |
| | 0 – 39      | 59:19 - Liepina              |             |                                                                     |

| 2008. szeptember 6. 16:30 | Szlovákia | 82 – 0 (31–0, 24–0, 27–0) | Bulgária | Liepāja Arena, Liepāja Nézőszám: 37 |

| Jegyzőkönyv | Jegyzőkönyv | Jegyzőkönyv | Jegyzőkönyv | Jegyzőkönyv                                                                   |
| --- | ----------- | ----------- | ----------- | ----------------------------------------------------------------------------- |
| |             |             |             | Játékvezető: Hengst (holland) Vonalbírók: Davydkina (orosz) Minakovska (lett) |
| \| Karafiatova - 00:57 \| 1 – 0 \| \| \| Gapova - 01:10 \| 2 – 0 \| \| \| Dankova - 02:37 \| 3 – 0 \| \| \| Karafiatova - 03:55 \| 4 – 0 \| \| \| Velickova - 04:06 \| 5 – 0 \| \| \| Velickova - 04:33 \| 6 – 0 \| \| \| Gapova - 04:54 \| 7 – 0 \| \| \| Moravcikova - 05:05 \| 8 – 0 \| \| \| Moravcikova - 05:24 \| 9 – 0 \| \| \| Vargova - 05:44 \| 10 – 0 \| \| \| Dzurnakova - 05:52 \| 11 – 0 \| \| \| Culikova - 06:03 \| 12 – 0 \| \| \| Celarova - 06:38 \| 13 – 0 \| \| \| Celarova - 06:48 \| 14 – 0 \| \| \| Srokova - 07:42 \| 15 – 0 \| \| \| Kapustova - 08:54 \| 16 – 0 \| \| \| Vargova - 09:07 \| 17 – 0 \| \| \| Culikova - 09:26 \| 18 – 0 \| \| \| Srokova - 09:44 \| 19 – 0 \| \| \| Konecna - 10:48 \| 20 – 0 \| \| \| Culikova - 11:46 \| 21 – 0 \| \| \| Dzurnakova - 12:22 \| 22 – 0 \| \| \| Velickova - 13:12 \| 23 – 0 \| \| \| Celarova - 13:20 \| 24 – 0 \| \| \| Celarova - 13:49 \| 25 – 0 \| \| \| Herichova - 15:23 \| 26 – 0 \| \| \| Dankova - 16:17 \| 27 – 0 \| \| \| Culikova - 16:48 \| 28 – 0 \| \| \| Bremova - 17:43 \| 29 – 0 \| \| \| Kapustova - 18:49 \| 30 – 0 \| \| \| Herichova - 19:43 \| 31 – 0 \| \| \| Vargova - 20:34 \| 32 – 0 \| \| \| Culikova - 20:56 \| 33 – 0 \| \| \| Velickova - 21:39 \| 34 – 0 \| \| \| Moravcikova - 23:01 \| 35 – 0 \| \| \| Dzurnakova - 24:00 \| 36 – 0 \| \| \| Karafiatova - 24:50 \| 37 – 0 \| \| \| Herichova - 25:51 \| 38 – 0 \| \| \| Culikova - 26:45 \| 39 – 0 \| \| \| Karafiatova - 28:12 \| 40 – 0 \| \| \| Vargova - 29:35 \| 41 – 0 \| \| \| Culikova - 29:55 \| 42 – 0 \| \| \| Velickova - 30:30 \| 43 – 0 \| \| \| Herichova - 31:31 \| 44 – 0 \| \| \| Moravcikova - 32:17 \| 45 – 0 \| \| \| Vargova - 33:15 \| 46 – 0 \| \| \| Velickova - 33:24 \| 47 – 0 \| \| \| Celarova - 34:33 \| 48 – 0 \| \| \| Gapova - 35:29 \| 49 – 0 \| \| \| Gapova - 36:21 \| 50 – 0 \| \| \| Culikova - 37:21 \| 51 – 0 \| \| \| Culikova - 38:04 \| 52 – 0 \| \| \| Srokova - 38:35 \| 53 – 0 \| \| \| Velickova - 38:51 \| 54 – 0 \| \| \| Gapova - 39:59 \| 55 – 0 \| \| \| Vargova - 41:21 \| 56 – 0 \| \| \| Velickova - 41:39 \| 57 – 0 \| \| \| Velickova - 41:55 \| 58 – 0 \| \| \| Kapustova - 42:56 \| 59 – 0 \| \| \| Dankova - 43:06 \| 60 – 0 \| \| \| Karafiatova - 44:02 \| 61 – 0 \| \| \| Celarova - 44:39 \| 62 – 0 \| \| \| Gapova - 44:51 \| 63 – 0 \| \| \| Celarova - 47:13 \| 64 – 0 \| \| \| Karafiatova - 47:42 \| 65 – 0 \| \| \| Herichova - 50:24 \| 66 – 0 \| \| \| Dankova - 50:53 \| 67 – 0 \| \| \| Culikova - 51:40 \| 68 – 0 \| \| \| Celarova - 51:49 \| 69 – 0 \| \| \| Srokova - 52:10 \| 70 – 0 \| \| \| Gapova - 52:59 \| 71 – 0 \| \| \| Moravcikova - 53:18 \| 72 – 0 \| \| \| Moravcikova - 53:28 \| 73 – 0 \| \| \| Kapustova - 55:38 \| 74 – 0 \| \| \| Gapova - 55:51 \| 75 – 0 \| \| \| Herichova - 56:11 \| 76 – 0 \| \| \| Vargova - 56:30 \| 77 – 0 \| \| \| Vargova - 57:09 \| 78 – 0 \| \| \| Srokova - 58:35 \| 79 – 0 \| \| \| Herichova - 58:44 \| 80 – 0 \| \| \| Kapustova - 59:01 \| 81 – 0 \| \| \| Herichova - 59:11 \| 82 – 0 \| \| |             |             |             |                                                                               |
| 37 perc | Büntetések  | 39 perc     |             |                                                                               |
| |             |             |             |                                                                               |
| Karafiatova - 00:57 | 1 – 0       |             |             |                                                                               |
| Gapova - 01:10 | 2 – 0       |             |             |                                                                               |
| Dankova - 02:37 | 3 – 0       |             |             |                                                                               |
| Karafiatova - 03:55 | 4 – 0       |             |             |                                                                               |
| Velickova - 04:06 | 5 – 0       |             |             |                                                                               |
| Velickova - 04:33 | 6 – 0       |             |             |                                                                               |
| Gapova - 04:54 | 7 – 0       |             |             |                                                                               |
| Moravcikova - 05:05 | 8 – 0       |             |             |                                                                               |
| Moravcikova - 05:24 | 9 – 0       |             |             |                                                                               |
| Vargova - 05:44 | 10 – 0      |             |             |                                                                               |
| Dzurnakova - 05:52 | 11 – 0      |             |             |                                                                               |
| Culikova - 06:03 | 12 – 0      |             |             |                                                                               |
| Celarova - 06:38 | 13 – 0      |             |             |                                                                               |
| Celarova - 06:48 | 14 – 0      |             |             |                                                                               |
| Srokova - 07:42 | 15 – 0      |             |             |                                                                               |
| Kapustova - 08:54 | 16 – 0      |             |             |                                                                               |
| Vargova - 09:07 | 17 – 0      |             |             |                                                                               |
| Culikova - 09:26 | 18 – 0      |             |             |                                                                               |
| Srokova - 09:44 | 19 – 0      |             |             |                                                                               |
| Konecna - 10:48 | 20 – 0      |             |             |                                                                               |
| Culikova - 11:46 | 21 – 0      |             |             |                                                                               |
| Dzurnakova - 12:22 | 22 – 0      |             |             |                                                                               |
| Velickova - 13:12 | 23 – 0      |             |             |                                                                               |
| Celarova - 13:20 | 24 – 0      |             |             |                                                                               |
| Celarova - 13:49 | 25 – 0      |             |             |                                                                               |
| Herichova - 15:23 | 26 – 0      |             |             |                                                                               |
| Dankova - 16:17 | 27 – 0      |             |             |                                                                               |
| Culikova - 16:48 | 28 – 0      |             |             |                                                                               |
| Bremova - 17:43 | 29 – 0      |             |             |                                                                               |
| Kapustova - 18:49 | 30 – 0      |             |             |                                                                               |
| Herichova - 19:43 | 31 – 0      |             |             |                                                                               |
| Vargova - 20:34 | 32 – 0      |             |             |                                                                               |
| Culikova - 20:56 | 33 – 0      |             |             |                                                                               |
| Velickova - 21:39 | 34 – 0      |             |             |                                                                               |
| Moravcikova - 23:01 | 35 – 0      |             |             |                                                                               |
| Dzurnakova - 24:00 | 36 – 0      |             |             |                                                                               |
| Karafiatova - 24:50 | 37 – 0      |             |             |                                                                               |
| Herichova - 25:51 | 38 – 0      |             |             |                                                                               |
| Culikova - 26:45 | 39 – 0      |             |             |                                                                               |
| Karafiatova - 28:12 | 40 – 0      |             |             |                                                                               |
| Vargova - 29:35 | 41 – 0      |             |             |                                                                               |
| Culikova - 29:55 | 42 – 0      |             |             |                                                                               |
| Velickova - 30:30 | 43 – 0      |             |             |                                                                               |
| Herichova - 31:31 | 44 – 0      |             |             |                                                                               |
| Moravcikova - 32:17 | 45 – 0      |             |             |                                                                               |
| Vargova - 33:15 | 46 – 0      |             |             |                                                                               |
| Velickova - 33:24 | 47 – 0      |             |             |                                                                               |
| Celarova - 34:33 | 48 – 0      |             |             |                                                                               |
| Gapova - 35:29 | 49 – 0      |             |             |                                                                               |
| Gapova - 36:21 | 50 – 0      |             |             |                                                                               |
| Culikova - 37:21 | 51 – 0      |             |             |                                                                               |
| Culikova - 38:04 | 52 – 0      |             |             |                                                                               |
| Srokova - 38:35 | 53 – 0      |             |             |                                                                               |
| Velickova - 38:51 | 54 – 0      |             |             |                                                                               |
| Gapova - 39:59 | 55 – 0      |             |             |                                                                               |
| Vargova - 41:21 | 56 – 0      |             |             |                                                                               |
| Velickova - 41:39 | 57 – 0      |             |             |                                                                               |
| Velickova - 41:55 | 58 – 0      |             |             |                                                                               |
| Kapustova - 42:56 | 59 – 0      |             |             |                                                                               |
| Dankova - 43:06 | 60 – 0      |             |             |                                                                               |
| Karafiatova - 44:02 | 61 – 0      |             |             |                                                                               |
| Celarova - 44:39 | 62 – 0      |             |             |                                                                               |
| Gapova - 44:51 | 63 – 0      |             |             |                                                                               |
| Celarova - 47:13 | 64 – 0      |             |             |                                                                               |
| Karafiatova - 47:42 | 65 – 0      |             |             |                                                                               |
| Herichova - 50:24 | 66 – 0      |             |             |                                                                               |
| Dankova - 50:53 | 67 – 0      |             |             |                                                                               |
| Culikova - 51:40 | 68 – 0      |             |             |                                                                               |
| Celarova - 51:49 | 69 – 0      |             |             |                                                                               |
| Srokova - 52:10 | 70 – 0      |             |             |                                                                               |
| Gapova - 52:59 | 71 – 0      |             |             |                                                                               |
| Moravcikova - 53:18 | 72 – 0      |             |             |                                                                               |
| Moravcikova - 53:28 | 73 – 0      |             |             |                                                                               |
| Kapustova - 55:38 | 74 – 0      |             |             |                                                                               |
| Gapova - 55:51 | 75 – 0      |             |             |                                                                               |
| Herichova - 56:11 | 76 – 0      |             |             |                                                                               |
| Vargova - 56:30 | 77 – 0      |             |             |                                                                               |
| Vargova - 57:09 | 78 – 0      |             |             |                                                                               |
| Srokova - 58:35 | 79 – 0      |             |             |                                                                               |
| Herichova - 58:44 | 80 – 0      |             |             |                                                                               |
| Kapustova - 59:01 | 81 – 0      |             |             |                                                                               |
| Herichova - 59:11 | 82 – 0      |             |             |                                                                               |

| 2008. szeptember 6. 20:00 | Olaszország | 8 – 0 (1–0, 4–0, 3–0) | Horvátország | Liepāja Arena, Liepāja Nézőszám: 82 |

| Jegyzőkönyv | Jegyzőkönyv | Jegyzőkönyv | Jegyzőkönyv | Jegyzőkönyv                                                        |
| --- | ----------- | ----------- | ----------- | ------------------------------------------------------------------ |
| |             |             |             | Játékvezető: Sipila (finn) Vonalbírók: Hansen (norvég) Leet (észt) |
| \| Fiorese - 12:45 \| 1 – 0 \| \| \| de la Forest de Divonne - 20:12 \| 2 – 0 \| \| \| de la Forest de Divonne - 28:13 \| 3 – 0 \| \| \| Dalpra - 28:51 \| 4 – 0 \| \| \| Fiorese - 32:04 \| 5 – 0 \| \| \| Angeloni - 44:04 \| 6 – 0 \| \| \| Bettarini - 56:19 \| 7 – 0 \| \| \| da Rugna - 56:55 \| 8 – 0 \| \| |             |             |             |                                                                    |
| 16 perc | Büntetések  | 16 perc     |             |                                                                    |
| |             |             |             |                                                                    |
| Fiorese - 12:45 | 1 – 0       |             |             |                                                                    |
| de la Forest de Divonne - 20:12 | 2 – 0       |             |             |                                                                    |
| de la Forest de Divonne - 28:13 | 3 – 0       |             |             |                                                                    |
| Dalpra - 28:51 | 4 – 0       |             |             |                                                                    |
| Fiorese - 32:04 | 5 – 0       |             |             |                                                                    |
| Angeloni - 44:04 | 6 – 0       |             |             |                                                                    |
| Bettarini - 56:19 | 7 – 0       |             |             |                                                                    |
| da Rugna - 56:55 | 8 – 0       |             |             |                                                                    |

| 2008. szeptember 7. 16:00 | Lettország | 5 – 1 (3–0, 1–1, 1–0) | Olaszország | Liepāja Arena, Liepāja Nézőszám: 114 |

| Jegyzőkönyv | Jegyzőkönyv | Jegyzőkönyv     | Jegyzőkönyv | Jegyzőkönyv                                                               |
| --- | ----------- | --------------- | ----------- | ------------------------------------------------------------------------- |
| |             |                 |             | Játékvezető: Hengst (holland) Vonalbírók: Davydkina (orosz) Fuchsel (dán) |
| \| Geca-Miljone - 09:26 \| 1 – 0 \| \| \| Mihejenko - 15:06 \| 2 – 0 \| \| \| Pone - 16:05 \| 3 – 0 \| \| \| \| 3 – 1 \| 26:55 - Florian \| \| Koka - 30:59 \| 4 – 1 \| \| \| Geca-Miljone - 58:02 \| 5 – 1 \| \| |             |                 |             |                                                                           |
| 16 perc | Büntetések  | 20 perc         |             |                                                                           |
| |             |                 |             |                                                                           |
| Geca-Miljone - 09:26 | 1 – 0       |                 |             |                                                                           |
| Mihejenko - 15:06 | 2 – 0       |                 |             |                                                                           |
| Pone - 16:05 | 3 – 0       |                 |             |                                                                           |
| | 3 – 1       | 26:55 - Florian |             |                                                                           |
| Koka - 30:59 | 4 – 1       |                 |             |                                                                           |
| Geca-Miljone - 58:02 | 5 – 1       |                 |             |                                                                           |

| 2008. szeptember 7. 19:30 | Horvátország | 1 – 18 (1–5, 0–9, 0–4) | Szlovákia | Liepāja Arena, Liepāja Nézőszám: 41 |

| Jegyzőkönyv | Jegyzőkönyv | Jegyzőkönyv         | Jegyzőkönyv | Jegyzőkönyv                                                              |
| --- | ----------- | ------------------- | ----------- | ------------------------------------------------------------------------ |
| |             |                     |             | Játékvezető: Ivicicova (cseh) Vonalbírók: Hansen (norvég) Stanley (brit) |
| \| \| 0 – 1 \| 08:51 - Karafiatova \| \| \| 0 – 2 \| 10:02 - Moravcikova \| \| Filipec - 13:24 \| 1 – 2 \| \| \| \| 1 – 3 \| 14:40 - Culikova \| \| \| 1 – 4 \| 15:29 - Karafiatova \| \| \| 1 – 5 \| 15:56 - Matejova \| \| \| 1 – 6 \| 22:55 - Gapova \| \| \| 1 – 7 \| 23:52 - Gapova \| \| \| 1 – 8 \| 25:31 - Culikova \| \| \| 1 – 9 \| 27:57 - Moravcikova \| \| \| 1 – 10 \| 29:07 - Vargova \| \| \| 1 – 11 \| 36:27 - Gapova \| \| \| 1 – 12 \| 36:55 - Vargova \| \| \| 1 – 13 \| 37:34 - Dankova \| \| \| 1 – 14 \| 37:45 - Celarova \| \| \| 1 – 15 \| 41:39 - Celarova \| \| \| 1 – 16 \| 49:20 - Velickova \| \| \| 1 – 17 \| 54:34 - Matejova \| \| \| 1 – 18 \| 58:08 - Celarova \| |             |                     |             |                                                                          |
| 10 perc | Büntetések  | 8 perc              |             |                                                                          |
| |             |                     |             |                                                                          |
| | 0 – 1       | 08:51 - Karafiatova |             |                                                                          |
| | 0 – 2       | 10:02 - Moravcikova |             |                                                                          |
| Filipec - 13:24 | 1 – 2       |                     |             |                                                                          |
| | 1 – 3       | 14:40 - Culikova    |             |                                                                          |
| | 1 – 4       | 15:29 - Karafiatova |             |                                                                          |
| | 1 – 5       | 15:56 - Matejova    |             |                                                                          |
| | 1 – 6       | 22:55 - Gapova      |             |                                                                          |
| | 1 – 7       | 23:52 - Gapova      |             |                                                                          |
| | 1 – 8       | 25:31 - Culikova    |             |                                                                          |
| | 1 – 9       | 27:57 - Moravcikova |             |                                                                          |
| | 1 – 10      | 29:07 - Vargova     |             |                                                                          |
| | 1 – 11      | 36:27 - Gapova      |             |                                                                          |
| | 1 – 12      | 36:55 - Vargova     |             |                                                                          |
| | 1 – 13      | 37:34 - Dankova     |             |                                                                          |
| | 1 – 14      | 37:45 - Celarova    |             |                                                                          |
| | 1 – 15      | 41:39 - Celarova    |             |                                                                          |
| | 1 – 16      | 49:20 - Velickova   |             |                                                                          |
| | 1 – 17      | 54:34 - Matejova    |             |                                                                          |
| | 1 – 18      | 58:08 - Celarova    |             |                                                                          |

#### B csoport
Ennek a csoportnak a mérkőzéseit a szlovéniai Mariborban rendezték 2008. szeptember 3. és 5. között.
| Nemzet         | M | Gy | HGy | HV | V | G+ | G- | Gk  | P |
| -------------- | - | -- | --- | -- | - | -- | -- | --- | - |
| Norvégia       | 3 | 3  | 0   | 0  | 0 | 19 | 2  | +17 | 9 |
| Nagy-Britannia | 3 | 1  | 1   | 0  | 1 | 10 | 7  | +3  | 5 |
| Ausztria       | 3 | 1  | 0   | 1  | 1 | 10 | 5  | +5  | 4 |
| Szlovénia      | 3 | 0  | 0   | 0  | 3 | 2  | 27 | –25 | 0 |

Minden időpont helyi (UTC+2) idő szerint van megadva.
| 2008. szeptember 3. 16:00 | Norvégia | 3 – 1 (1–0, 0–1, 2–0) | Nagy-Britannia | Dvorana Tabor Ledna Arena, Maribor Nézőszám: 125 |

| Jegyzőkönyv | Jegyzőkönyv | Jegyzőkönyv   | Jegyzőkönyv | Jegyzőkönyv                                                                |
| --- | ----------- | ------------- | ----------- | -------------------------------------------------------------------------- |
| |             |               |             | Játékvezető: Nelibova (cseh) Vonalbírók: Kudelova (szlovák) Novotna (cseh) |
| \| Sletbak - 15:28 \| 1 – 0 \| \| \| \| 1 – 1 \| 25:25 - Glenn \| \| Oien - 45:14 \| 2 – 1 \| \| \| Oien - 48:14 \| 3 – 1 \| \| |             |               |             |                                                                            |
| 6 perc | Büntetések  | 8 perc        |             |                                                                            |
| |             |               |             |                                                                            |
| Sletbak - 15:28 | 1 – 0       |               |             |                                                                            |
| | 1 – 1       | 25:25 - Glenn |             |                                                                            |
| Oien - 45:14 | 2 – 1       |               |             |                                                                            |
| Oien - 48:14 | 3 – 1       |               |             |                                                                            |

| 2008. szeptember 3. 20:00 | Szlovénia | 0 – 7 (0–1, 0–4, 0–2) | Ausztria | Dvorana Tabor Ledna Arena, Maribor Nézőszám: 250 |

| Jegyzőkönyv | Jegyzőkönyv | Jegyzőkönyv        | Jegyzőkönyv | Jegyzőkönyv                                                              |
| --- | ----------- | ------------------ | ----------- | ------------------------------------------------------------------------ |
| |             |                    |             | Játékvezető: Michaud (svájci) Vonalbírók: Floeden (svéd) Stenzel (német) |
| \| \| 0 – 1 \| 17:08 - Kantor \| \| \| 0 – 2 \| 22:34 - Altmann \| \| \| 0 – 3 \| 29:02 - Weber \| \| \| 0 – 4 \| 30:42 - Schwarzler \| \| \| 0 – 5 \| 31:10 - Kantor \| \| \| 0 – 6 \| 41:24 - Weber \| \| \| 0 – 7 \| 43:51 - Schwarzler \| |             |                    |             |                                                                          |
| 8 perc | Büntetések  | 4 perc             |             |                                                                          |
| |             |                    |             |                                                                          |
| | 0 – 1       | 17:08 - Kantor     |             |                                                                          |
| | 0 – 2       | 22:34 - Altmann    |             |                                                                          |
| | 0 – 3       | 29:02 - Weber      |             |                                                                          |
| | 0 – 4       | 30:42 - Schwarzler |             |                                                                          |
| | 0 – 5       | 31:10 - Kantor     |             |                                                                          |
| | 0 – 6       | 41:24 - Weber      |             |                                                                          |
| | 0 – 7       | 43:51 - Schwarzler |             |                                                                          |

| 2008. szeptember 4. 16:00 | Ausztria | 0 – 1 (0–0, 0–1, 0–0) | Norvégia | Dvorana Tabor Ledna Arena, Maribor Nézőszám: 120 |

| Jegyzőkönyv                     | Jegyzőkönyv | Jegyzőkönyv   | Jegyzőkönyv | Jegyzőkönyv                                                             |
| ------------------------------- | ----------- | ------------- | ----------- | ----------------------------------------------------------------------- |
|                                 |             |               |             | Játékvezető: Michaud (svájci) Vonalbírók: Floeden (svéd) Novotna (cseh) |
| \| \| 0 – 1 \| 32:54 - Hille \| |             |               |             |                                                                         |
| 10 perc                         | Büntetések  | 10 perc       |             |                                                                         |
|                                 |             |               |             |                                                                         |
|                                 | 0 – 1       | 32:54 - Hille |             |                                                                         |

| 2008. szeptember 4. 20:00 | Szlovénia | 1 – 5 (0–2, 1–1, 0–2) | Nagy-Britannia | Dvorana Tabor Ledna Arena, Maribor Nézőszám: 240 |

| Jegyzőkönyv | Jegyzőkönyv | Jegyzőkönyv      | Jegyzőkönyv | Jegyzőkönyv                                                             |
| --- | ----------- | ---------------- | ----------- | ----------------------------------------------------------------------- |
| |             |                  |             | Játékvezető: Kiefer (német) Vonalbírók: Sándor (magyar) Stenzel (német) |
| \| \| 0 – 1 \| 03:12 - Henry \| \| \| 0 – 2 \| 08:07 - Turner \| \| \| 0 – 3 \| 27:49 - Taylor \| \| Pren - 36:33 \| 1 – 3 \| \| \| \| 1 – 4 \| 44:22 - Kavanagh \| \| \| 1 – 5 \| 57:19 - Kavanagh \| |             |                  |             |                                                                         |
| 12 perc | Büntetések  | 10 perc          |             |                                                                         |
| |             |                  |             |                                                                         |
| | 0 – 1       | 03:12 - Henry    |             |                                                                         |
| | 0 – 2       | 08:07 - Turner   |             |                                                                         |
| | 0 – 3       | 27:49 - Taylor   |             |                                                                         |
| Pren - 36:33 | 1 – 3       |                  |             |                                                                         |
| | 1 – 4       | 44:22 - Kavanagh |             |                                                                         |
| | 1 – 5       | 57:19 - Kavanagh |             |                                                                         |

| 2008. szeptember 5. 16:00 | Nagy-Britannia | 4 – 3 (HH) (1–1, 2–1, 0–1, 1–0) | Ausztria | Dvorana Tabor Ledna Arena, Maribor Nézőszám: 100 |

| Jegyzőkönyv | Jegyzőkönyv | Jegyzőkönyv     | Jegyzőkönyv | Jegyzőkönyv                                                               |
| --- | ----------- | --------------- | ----------- | ------------------------------------------------------------------------- |
| |             |                 |             | Játékvezető: Kiefer (német) Vonalbírók: Kudelova (szlovák) Novotna (cseh) |
| \| Henry - 05:35 \| 1 – 0 \| \| \| \| 1 – 1 \| 16:05 - Altmann \| \| Taylor - 25:45 \| 2 – 1 \| \| \| Turner - 29:26 \| 3 – 1 \| \| \| \| 3 – 2 \| 34:32 - Altmann \| \| \| 3 – 3 \| 56:19 - Kantor \| \| Turner - 62:08 \| 4 – 3 \| \| |             |                 |             |                                                                           |
| 10 perc | Büntetések  | 16 perc         |             |                                                                           |
| |             |                 |             |                                                                           |
| Henry - 05:35 | 1 – 0       |                 |             |                                                                           |
| | 1 – 1       | 16:05 - Altmann |             |                                                                           |
| Taylor - 25:45 | 2 – 1       |                 |             |                                                                           |
| Turner - 29:26 | 3 – 1       |                 |             |                                                                           |
| | 3 – 2       | 34:32 - Altmann |             |                                                                           |
| | 3 – 3       | 56:19 - Kantor  |             |                                                                           |
| Turner - 62:08 | 4 – 3       |                 |             |                                                                           |

| 2008. szeptember 5. 20:00 | Norvégia | 15 – 1 (7–0, 5–0, 3–1) | Szlovénia | Dvorana Tabor Ledna Arena, Maribor Nézőszám: 200 |

| Jegyzőkönyv | Jegyzőkönyv | Jegyzőkönyv    | Jegyzőkönyv | Jegyzőkönyv                                                             |
| --- | ----------- | -------------- | ----------- | ----------------------------------------------------------------------- |
| |             |                |             | Játékvezető: Nelibova (cseh) Vonalbírók: Floeden (svéd) Sándor (magyar) |
| \| Oien - 05:38 \| 1 – 0 \| \| \| Farstad - 06:58 \| 2 – 0 \| \| \| Oien - 07:38 \| 3 – 0 \| \| \| Dahl - 09:01 \| 4 – 0 \| \| \| Dalen - 11:46 \| 5 – 0 \| \| \| Oien - 12:43 \| 6 – 0 \| \| \| Renli - 19:40 \| 7 – 0 \| \| \| Farstad - 25:04 \| 8 – 0 \| \| \| Dahl - 26:05 \| 9 – 0 \| \| \| Carlsson - 28:02 \| 10 – 0 \| \| \| Carlsson - 32:26 \| 11 – 0 \| \| \| Martinsen - 35:51 \| 12 – 0 \| \| \| \| 12 – 1 \| 43:02 - Kraner \| \| Dalen - 45:56 \| 13 – 1 \| \| \| Harmens - 46:06 \| 14 – 1 \| \| \| Martinsen - 49:33 \| 15 – 1 \| \| |             |                |             |                                                                         |
| 4 perc | Büntetések  | 6 perc         |             |                                                                         |
| |             |                |             |                                                                         |
| Oien - 05:38 | 1 – 0       |                |             |                                                                         |
| Farstad - 06:58 | 2 – 0       |                |             |                                                                         |
| Oien - 07:38 | 3 – 0       |                |             |                                                                         |
| Dahl - 09:01 | 4 – 0       |                |             |                                                                         |
| Dalen - 11:46 | 5 – 0       |                |             |                                                                         |
| Oien - 12:43 | 6 – 0       |                |             |                                                                         |
| Renli - 19:40 | 7 – 0       |                |             |                                                                         |
| Farstad - 25:04 | 8 – 0       |                |             |                                                                         |
| Dahl - 26:05 | 9 – 0       |                |             |                                                                         |
| Carlsson - 28:02 | 10 – 0      |                |             |                                                                         |
| Carlsson - 32:26 | 11 – 0      |                |             |                                                                         |
| Martinsen - 35:51 | 12 – 0      |                |             |                                                                         |
| | 12 – 1      | 43:02 - Kraner |             |                                                                         |
| Dalen - 45:56 | 13 – 1      |                |             |                                                                         |
| Harmens - 46:06 | 14 – 1      |                |             |                                                                         |
| Martinsen - 49:33 | 15 – 1      |                |             |                                                                         |

### Második selejtezőkör
Az utolsó selejtezőkörben a 2008-as világranglista 7–12. helyezett csapatai, valamint az első selejtezőkör csoportjainak győztesei vettek részt. A ranglista szerinti két legerősebb csapat játszott hazai pályán (7. – Németország, 8. – Kína). A csoportok győztesei kivívták a jogot az olimpián való indulásra.

#### C csoport
Ennek a csoportnak a mérkőzéseit a németországi Bad Tölzben rendezték 2008. november 6. és 9. között.
| Nemzet        | M | Gy | HGy | HV | V | G+ | G- | Gk  | P |
| ------------- | - | -- | --- | -- | - | -- | -- | --- | - |
| Szlovákia     | 3 | 3  | 0   | 0  | 0 | 6  | 1  | +5  | 9 |
| Kazahsztán    | 3 | 2  | 0   | 0  | 1 | 9  | 3  | +6  | 6 |
| Németország   | 3 | 1  | 0   | 0  | 2 | 8  | 7  | +1  | 3 |
| Franciaország | 3 | 0  | 0   | 0  | 3 | 4  | 16 | –12 | 0 |

Minden időpont helyi (UTC+1) idő szerint van megadva.
| 2008. november 6. 16:00 | Kazahsztán | 6 – 1 (1–0, 2–1, 3–0) | Franciaország | Bad Tölz Ice Rink, Bad Tölz Nézőszám: 70 |

| Jegyzőkönyv | Jegyzőkönyv | Jegyzőkönyv     | Jegyzőkönyv | Jegyzőkönyv                                                                             |
| --- | ----------- | --------------- | ----------- | --------------------------------------------------------------------------------------- |
| |             |                 |             | Játékvezető: Wrazidlo (egyesült államokbeli) Vonalbírók: Kiefer (német) Stenzel (német) |
| \| Koroleva - 15:07 \| 1 – 0 \| \| \| Koroleva - 21:27 \| 2 – 0 \| \| \| Yakovchuk - 25:20 \| 3 – 0 \| \| \| \| 3 – 1 \| 37:05 - Allemoz \| \| Babushkina - 56:19 \| 4 – 1 \| \| \| Ibragimova - 56:38 \| 5 – 1 \| \| \| Potapova - 58:27 \| 6 – 1 \| \| |             |                 |             |                                                                                         |
| 2 perc | Büntetések  | 4 perc          |             |                                                                                         |
| |             |                 |             |                                                                                         |
| Koroleva - 15:07 | 1 – 0       |                 |             |                                                                                         |
| Koroleva - 21:27 | 2 – 0       |                 |             |                                                                                         |
| Yakovchuk - 25:20 | 3 – 0       |                 |             |                                                                                         |
| | 3 – 1       | 37:05 - Allemoz |             |                                                                                         |
| Babushkina - 56:19 | 4 – 1       |                 |             |                                                                                         |
| Ibragimova - 56:38 | 5 – 1       |                 |             |                                                                                         |
| Potapova - 58:27 | 6 – 1       |                 |             |                                                                                         |

| 2008. november 6. 19:30 | Németország | 0 – 2 (0–1, 0–1, 0–0) | Szlovákia | Bad Tölz Ice Rink, Bad Tölz Nézőszám: 294 |

| Jegyzőkönyv                                                               | Jegyzőkönyv | Jegyzőkönyv         | Jegyzőkönyv | Jegyzőkönyv                                                             |
| ------------------------------------------------------------------------- | ----------- | ------------------- | ----------- | ----------------------------------------------------------------------- |
|                                                                           |             |                     |             | Játékvezető: Tottman (brit) Vonalbírók: Ivanova (orosz) Skovbakke (dán) |
| \| \| 0 – 1 \| 13:36 - Kapustova \| \| \| 0 – 2 \| 32:41 - Karafiatova \| |             |                     |             |                                                                         |
| 8 perc                                                                    | Büntetések  | 18 perc             |             |                                                                         |
|                                                                           |             |                     |             |                                                                         |
|                                                                           | 0 – 1       | 13:36 - Kapustova   |             |                                                                         |
|                                                                           | 0 – 2       | 32:41 - Karafiatova |             |                                                                         |

| 2008. november 8. 13:30 | Kazahsztán | 0 – 1 (0–0, 0–1, 0–0) | Szlovákia | Bad Tölz Ice Rink, Bad Tölz Nézőszám: 85 |

| Jegyzőkönyv                         | Jegyzőkönyv | Jegyzőkönyv       | Jegyzőkönyv | Jegyzőkönyv                                                                             |
| ----------------------------------- | ----------- | ----------------- | ----------- | --------------------------------------------------------------------------------------- |
|                                     |             |                   |             | Játékvezető: Wrazidlo (egyesült államokbeli) Vonalbírók: Kiefer (német) Stenzel (német) |
| \| \| 0 – 1 \| Velickova - 23:47 \| |             |                   |             |                                                                                         |
| 6 perc                              | Büntetések  | 2 perc            |             |                                                                                         |
|                                     |             |                   |             |                                                                                         |
|                                     | 0 – 1       | Velickova - 23:47 |             |                                                                                         |

| 2008. november 8. 17:00 | Franciaország | 2 – 7 (0–1, 0–3, 2–3) | Németország | Bad Tölz Ice Rink, Bad Tölz Nézőszám: 310 |

| Jegyzőkönyv | Jegyzőkönyv | Jegyzőkönyv      | Jegyzőkönyv | Jegyzőkönyv                                                             |
| --- | ----------- | ---------------- | ----------- | ----------------------------------------------------------------------- |
| |             |                  |             | Játékvezető: Hove (norvég) Vonalbírók: Arazimova (cseh) Ivanova (orosz) |
| \| \| 0 – 1 \| 09:21 - A. Lanzl \| \| \| 0 – 2 \| 20:42 - Busch \| \| \| 0 – 3 \| 23:06 - A. Lanzl \| \| \| 0 – 4 \| 32:25 - Evers \| \| \| 0 – 5 \| 46:18 - Kamenik \| \| \| 0 – 6 \| 46:43 - Evers \| \| Bouche - 52:09 \| 1 – 6 \| \| \| Fuster - 56:26 \| 2 – 6 \| \| \| \| 2 – 7 \| 59:44 - Schuster \| |             |                  |             |                                                                         |
| 2 perc | Büntetések  | 35 perc          |             |                                                                         |
| |             |                  |             |                                                                         |
| | 0 – 1       | 09:21 - A. Lanzl |             |                                                                         |
| | 0 – 2       | 20:42 - Busch    |             |                                                                         |
| | 0 – 3       | 23:06 - A. Lanzl |             |                                                                         |
| | 0 – 4       | 32:25 - Evers    |             |                                                                         |
| | 0 – 5       | 46:18 - Kamenik  |             |                                                                         |
| | 0 – 6       | 46:43 - Evers    |             |                                                                         |
| Bouche - 52:09 | 1 – 6       |                  |             |                                                                         |
| Fuster - 56:26 | 2 – 6       |                  |             |                                                                         |
| | 2 – 7       | 59:44 - Schuster |             |                                                                         |

| 2008. november 9. 13:30 | Szlovákia | 3 – 1 (1–0, 1–0, 1–1) | Franciaország | Bad Tölz Ice Rink, Bad Tölz Nézőszám: 54 |

| Jegyzőkönyv | Jegyzőkönyv | Jegyzőkönyv   | Jegyzőkönyv | Jegyzőkönyv                                                            |
| --- | ----------- | ------------- | ----------- | ---------------------------------------------------------------------- |
| |             |               |             | Játékvezető: Hove (norvég) Vonalbírók: Ivanova (orosz) Stenzel (német) |
| \| Karafiatova - 06:16 \| 1 – 0 \| \| \| Kapustova - 33:55 \| 2 – 0 \| \| \| \| 2 – 1 \| 46:43 - Serre \| \| Kapustova - 49:03 \| 3 – 1 \| \| |             |               |             |                                                                        |
| 4 perc | Büntetések  | 12 perc       |             |                                                                        |
| |             |               |             |                                                                        |
| Karafiatova - 06:16 | 1 – 0       |               |             |                                                                        |
| Kapustova - 33:55 | 2 – 0       |               |             |                                                                        |
| | 2 – 1       | 46:43 - Serre |             |                                                                        |
| Kapustova - 49:03 | 3 – 1       |               |             |                                                                        |

| 2008. november 9. 17:00 | Németország | 1 – 3 (1–0, 0–2, 0–1) | Kazahsztán | Bad Tölz Ice Rink, Bad Tölz Nézőszám: 255 |

| Jegyzőkönyv | Jegyzőkönyv | Jegyzőkönyv        | Jegyzőkönyv | Jegyzőkönyv                                                              |
| --- | ----------- | ------------------ | ----------- | ------------------------------------------------------------------------ |
| |             |                    |             | Játékvezető: Tottman (brit) Vonalbírók: Arazimova (cseh) Skovbakke (dán) |
| \| Grundmann - 13:51 \| 1 – 0 \| \| \| \| 1 – 1 \| 23:50 - Sviridova \| \| \| 1 – 2 \| 32:10 - Sviridova \| \| \| 1 – 3 \| 59:29 - Babushkina \| |             |                    |             |                                                                          |
| 6 perc | Büntetések  | 6 perc             |             |                                                                          |
| |             |                    |             |                                                                          |
| Grundmann - 13:51 | 1 – 0       |                    |             |                                                                          |
| | 1 – 1       | 23:50 - Sviridova  |             |                                                                          |
| | 1 – 2       | 32:10 - Sviridova  |             |                                                                          |
| | 1 – 3       | 59:29 - Babushkina |             |                                                                          |

#### D csoport
Ennek a csoportnak a mérkőzéseit a kínai Sanghajban rendezték 2008. november 6. és 9. között.
| Nemzet     | M | Gy | HGy | HV | V | G+ | G- | Gk | P |
| ---------- | - | -- | --- | -- | - | -- | -- | -- | - |
| Kína       | 3 | 3  | 0   | 0  | 0 | 11 | 3  | +8 | 9 |
| Japán      | 3 | 2  | 0   | 0  | 1 | 6  | 5  | +1 | 6 |
| Norvégia   | 3 | 0  | 1   | 0  | 2 | 3  | 9  | –6 | 2 |
| Csehország | 3 | 0  | 0   | 1  | 2 | 6  | 9  | –3 | 1 |

Minden időpont helyi (UTC+8) idő szerint van megadva.
| 2008. november 6. 14:30 | Japán | 3 – 2 (2–1, 1–1, 0–0) | Csehország | S.U.S. Sport Complex, Sanghaj Nézőszám: 1500 |

| Jegyzőkönyv | Jegyzőkönyv | Jegyzőkönyv      | Jegyzőkönyv | Jegyzőkönyv                                                                                |
| --- | ----------- | ---------------- | ----------- | ------------------------------------------------------------------------------------------ |
| |             |                  |             | Játékvezető: Hertrich (német) Vonalbírók: Hanrahan (egyesült államokbeli) Rumble (kanadai) |
| \| Kumano - 01:00 \| 1 – 0 \| \| \| Yamanaka - 10:02 \| 2 – 0 \| \| \| \| 2 – 1 \| 15:28 - Polenska \| \| Yamanaka - 36:23 \| 3 – 1 \| \| \| \| 3 – 2 \| 37:58 - Polenska \| |             |                  |             |                                                                                            |
| 12 perc | Büntetések  | 16 perc          |             |                                                                                            |
| |             |                  |             |                                                                                            |
| Kumano - 01:00 | 1 – 0       |                  |             |                                                                                            |
| Yamanaka - 10:02 | 2 – 0       |                  |             |                                                                                            |
| | 2 – 1       | 15:28 - Polenska |             |                                                                                            |
| Yamanaka - 36:23 | 3 – 1       |                  |             |                                                                                            |
| | 3 – 2       | 37:58 - Polenska |             |                                                                                            |

| 2008. november 6. 18:30 | Kína | 5 – 0 (2–0, 2–0, 1–0) | Norvégia | S.U.S. Sport Complex, Sanghaj Nézőszám: 3180 |

| Jegyzőkönyv | Jegyzőkönyv | Jegyzőkönyv | Jegyzőkönyv | Jegyzőkönyv                                                                    |
| --- | ----------- | ----------- | ----------- | ------------------------------------------------------------------------------ |
| |             |             |             | Játékvezető: Ustinova (orosz) Vonalbírók: Schipper (holland) Tauriainen (finn) |
| \| Jin - 10:04 \| 1 – 0 \| \| \| Qi - 11:41 \| 2 – 0 \| \| \| Wang L. - 24:19 \| 3 – 0 \| \| \| Sun - 32:03 \| 4 – 0 \| \| \| Sun - 44:39 \| 5 – 0 \| \| |             |             |             |                                                                                |
| 10 perc | Büntetések  | 24 perc     |             |                                                                                |
| |             |             |             |                                                                                |
| Jin - 10:04 | 1 – 0       |             |             |                                                                                |
| Qi - 11:41 | 2 – 0       |             |             |                                                                                |
| Wang L. - 24:19 | 3 – 0       |             |             |                                                                                |
| Sun - 32:03 | 4 – 0       |             |             |                                                                                |
| Sun - 44:39 | 5 – 0       |             |             |                                                                                |

| 2008. november 7. 14:30 | Japán | 3 – 1 (1–1, 1–0, 1–0) | Norvégia | S.U.S. Sport Complex, Sanghaj Nézőszám: 1800 |

| Jegyzőkönyv | Jegyzőkönyv | Jegyzőkönyv     | Jegyzőkönyv | Jegyzőkönyv                                                                           |
| --- | ----------- | --------------- | ----------- | ------------------------------------------------------------------------------------- |
| |             |                 |             | Játékvezető: Ustinova (orosz) Vonalbírók: Hanrahan (egyesült államokbeli) Liu (kínai) |
| \| \| 0 – 1 \| 00:57 - Farstad \| \| Sakagami - 11:49 \| 1 – 1 \| \| \| Kawashima - 32:23 \| 2 – 1 \| \| \| Kumano - 44:30 \| 3 – 1 \| \| |             |                 |             |                                                                                       |
| 18 perc | Büntetések  | 22 perc         |             |                                                                                       |
| |             |                 |             |                                                                                       |
| | 0 – 1       | 00:57 - Farstad |             |                                                                                       |
| Sakagami - 11:49 | 1 – 1       |                 |             |                                                                                       |
| Kawashima - 32:23 | 2 – 1       |                 |             |                                                                                       |
| Kumano - 44:30 | 3 – 1       |                 |             |                                                                                       |

| 2008. november 7. 18:30 | Csehország | 3 – 4 (1–1, 2–1, 0–2) | Kína | S.U.S. Sport Complex, Sanghaj Nézőszám: 2200 |

| Jegyzőkönyv | Jegyzőkönyv | Jegyzőkönyv      | Jegyzőkönyv | Jegyzőkönyv                                                                |
| --- | ----------- | ---------------- | ----------- | -------------------------------------------------------------------------- |
| |             |                  |             | Játékvezető: Gage (kanadai) Vonalbírók: Rumble (kanadai) Tauriainen (finn) |
| \| \| 0 – 1 \| 16:22 - Gao \| \| Polenska - 19:10 \| 1 – 1 \| \| \| \| 1 – 2 \| 28:57 - Sun \| \| Mastna - 33:05 \| 2 – 2 \| \| \| Mrazova - 34:10 \| 3 – 2 \| \| \| \| 3 – 3 \| 49:40 - Qi \| \| \| 3 – 4 \| 57:57 - Zhang B. \| |             |                  |             |                                                                            |
| 16 perc | Büntetések  | 8 perc           |             |                                                                            |
| |             |                  |             |                                                                            |
| | 0 – 1       | 16:22 - Gao      |             |                                                                            |
| Polenska - 19:10 | 1 – 1       |                  |             |                                                                            |
| | 1 – 2       | 28:57 - Sun      |             |                                                                            |
| Mastna - 33:05 | 2 – 2       |                  |             |                                                                            |
| Mrazova - 34:10 | 3 – 2       |                  |             |                                                                            |
| | 3 – 3       | 49:40 - Qi       |             |                                                                            |
| | 3 – 4       | 57:57 - Zhang B. |             |                                                                            |

| 2008. november 9. 14:30 | Norvégia | 2 – 1 (SZ) (1–0, 0–1, 0–0, 0–0, 1–0) | Csehország | S.U.S. Sport Complex, Sanghaj Nézőszám: 1800 |

| Jegyzőkönyv                                                       | Jegyzőkönyv | Jegyzőkönyv      | Jegyzőkönyv | Jegyzőkönyv                                                              |
| ----------------------------------------------------------------- | ----------- | ---------------- | ----------- | ------------------------------------------------------------------------ |
|                                                                   |             |                  |             | Játékvezető: Hertrich (német) Vonalbírók: Liu (kínai) Schipper (holland) |
| \| Oien - 04:32 \| 1 – 0 \| \| \| \| 1 – 1 \| 27:56 - Polenska \| |             |                  |             |                                                                          |
| Dahl                                                              | Szétlövés   |                  |             |                                                                          |
| 12 perc                                                           | Büntetések  | 10 perc          |             |                                                                          |
|                                                                   |             |                  |             |                                                                          |
| Oien - 04:32                                                      | 1 – 0       |                  |             |                                                                          |
|                                                                   | 1 – 1       | 27:56 - Polenska |             |                                                                          |

| 2008. november 9. 18:30 | Kína | 2 – 0 (0–0, 1–0, 1–0) | Japán | S.U.S. Sport Complex, Sanghaj Nézőszám: 2200 |

| Jegyzőkönyv                                                  | Jegyzőkönyv | Jegyzőkönyv | Jegyzőkönyv | Jegyzőkönyv                                                                              |
| ------------------------------------------------------------ | ----------- | ----------- | ----------- | ---------------------------------------------------------------------------------------- |
|                                                              |             |             |             | Játékvezető: Gage (kanadai) Vonalbírók: Hanrahan (egyesült államokbeli) Rumble (kanadai) |
| \| Tang - 28:28 \| 1 – 0 \| \| \| Jin - 43:57 \| 2 – 0 \| \| |             |             |             |                                                                                          |
| 8 perc                                                       | Büntetések  | 4 perc      |             |                                                                                          |
|                                                              |             |             |             |                                                                                          |
| Tang - 28:28                                                 | 1 – 0       |             |             |                                                                                          |
| Jin - 43:57                                                  | 2 – 0       |             |             |                                                                                          |